# Дженцано ди Лукания
Дженца̀но ди Лука̀ния (на италиански: Genzano di Lucania, на местен диалект Jënzënë, Йънцънъ) е градче и община в Южна Италия, провинция Потенца, регион Базиликата. Разположено е на 587 m надморска височина. Населението на общината е 5857 души (към 2010 г.).